# Stadion Dynama Mińsk
Stadion Dynama Mińsk – wielofunkcyjny stadion sportowy w Mińsku na Białorusi.
Jest głównie wykorzystywany do gry w piłkę nożną. Swoje mecze rozgrywa na nim reprezentacja Białorusi oraz niektóre białoruskie kluby w europejskich pucharach.
Powstał w 1934 roku. Po zniszczeniach spowodowanych II wojną światową został odbudowany w 1954 roku. W 1980 roku był jedną z aren Igrzysk Olimpijskich. Rozegrano na nim sześć spotkań fazy grupowej oraz jedno spotkanie ćwierćfinałowe turnieju piłkarskiego.
21 czerwca 2018 odbyło się uroczyste otwarcie rekonstruowanego stadionu Dynama, w którym wzięli udział m.in. Prezydent Białorusi Alaksandr Łukaszenka, przewodniczący IAAF Sebastian Coe. 26 czerwca 2018 stadion otrzymał certyfikat pierwszej kategorii od Międzynarodowego Stowarzyszenia Federacji Lekkoatletycznych (IAAF). W czerwcu 2019 na stadionie odbyły się II Igrzyska Europejskie.

## Galeria zdjęć

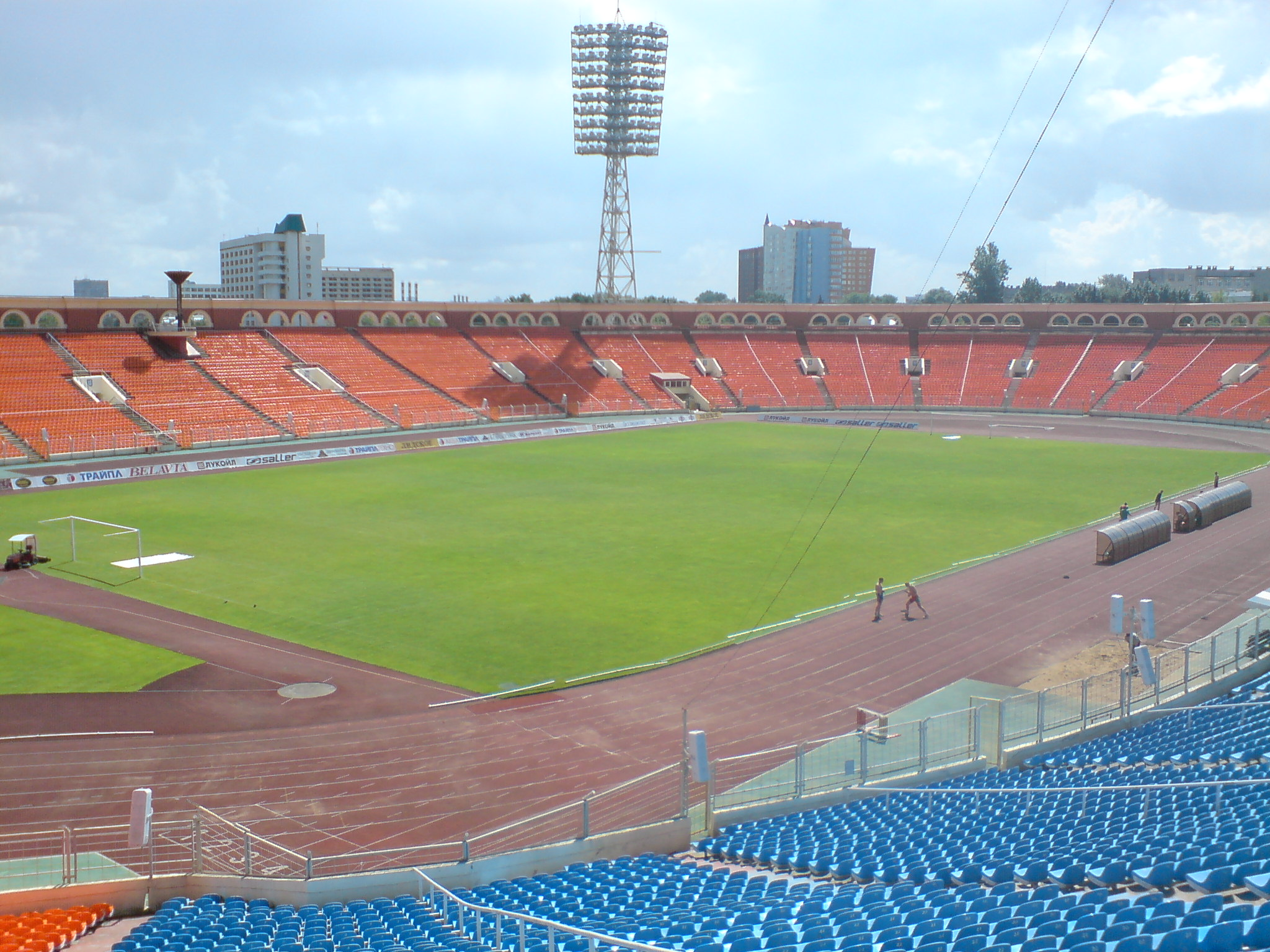
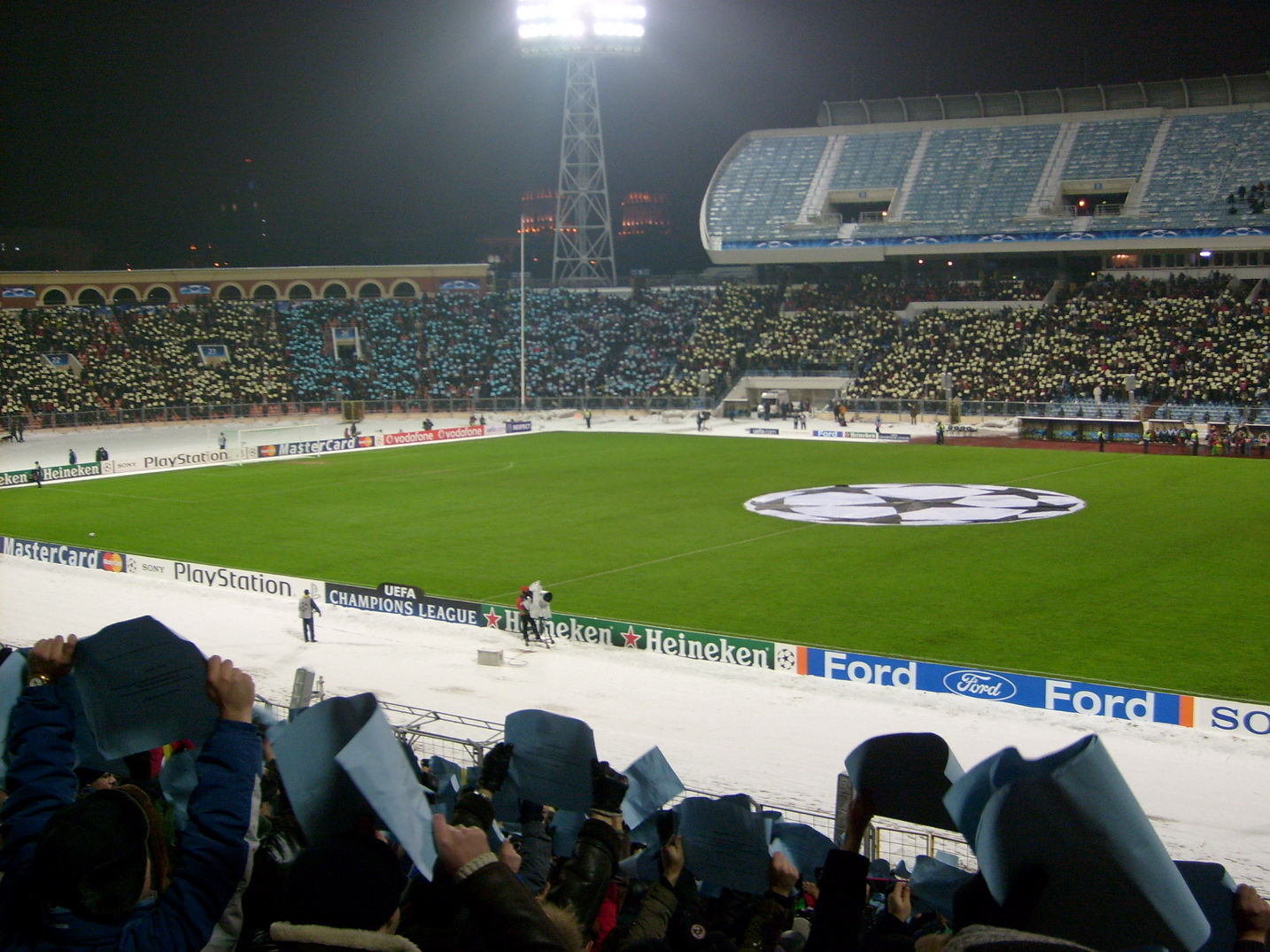
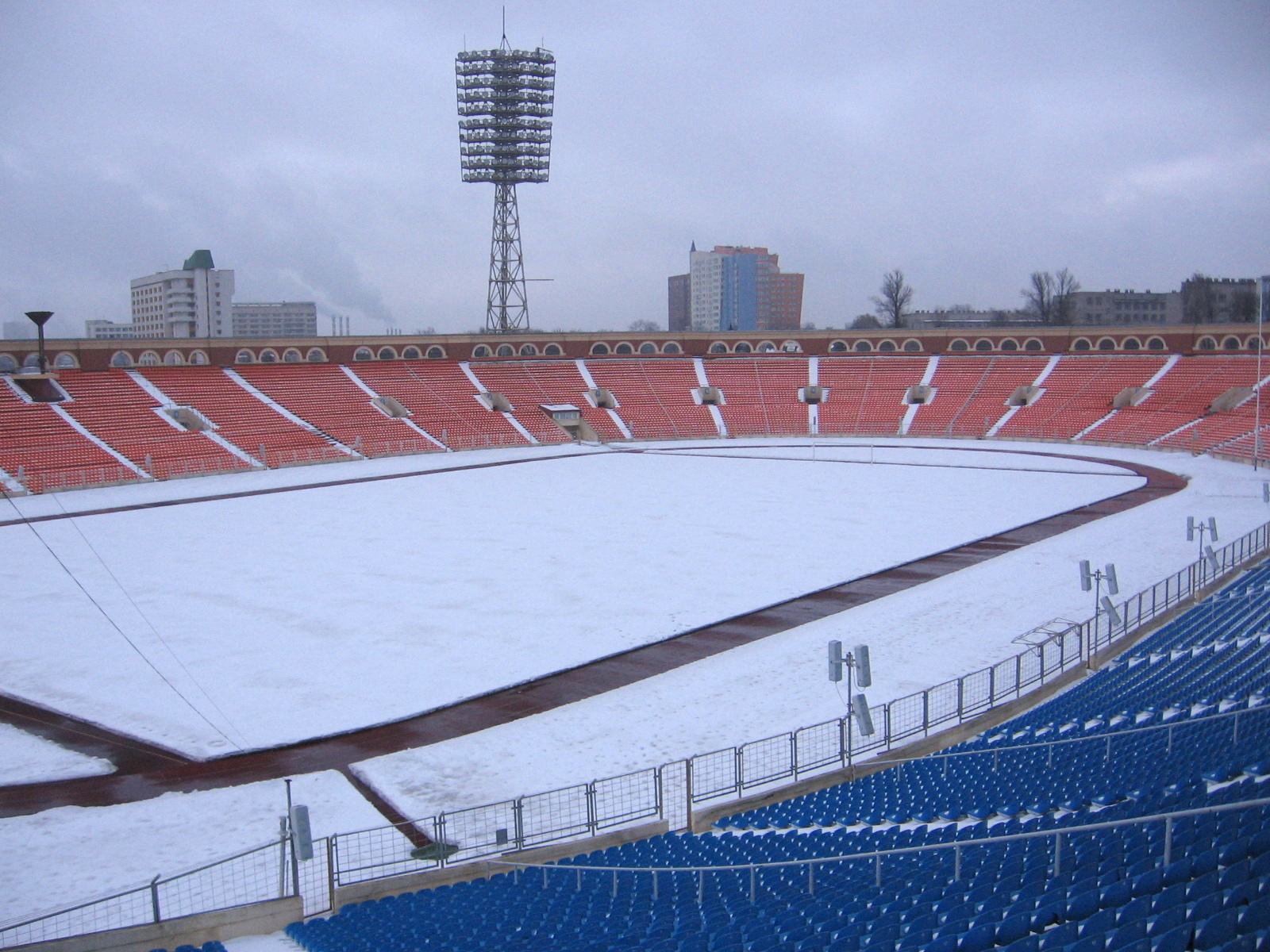
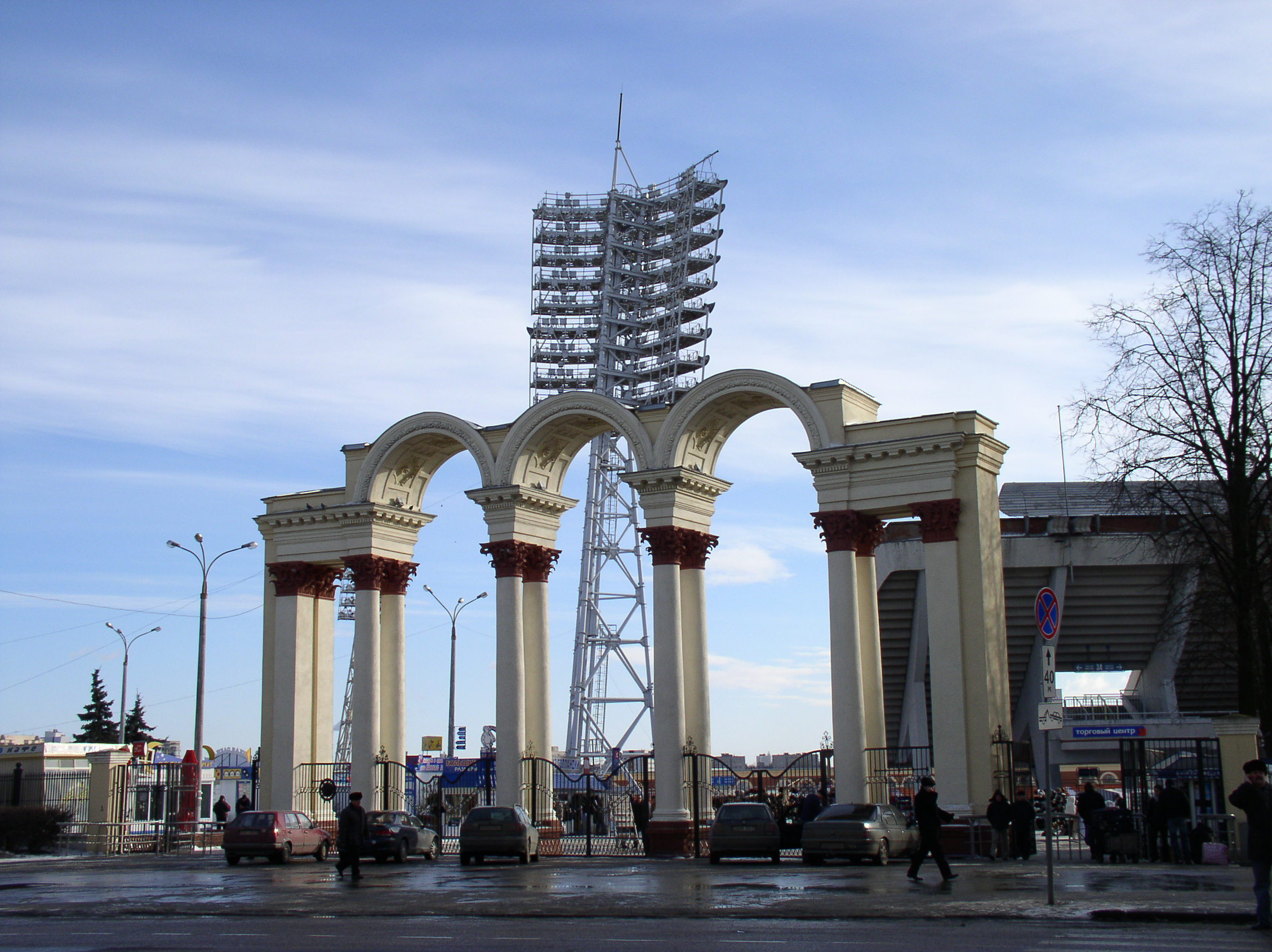
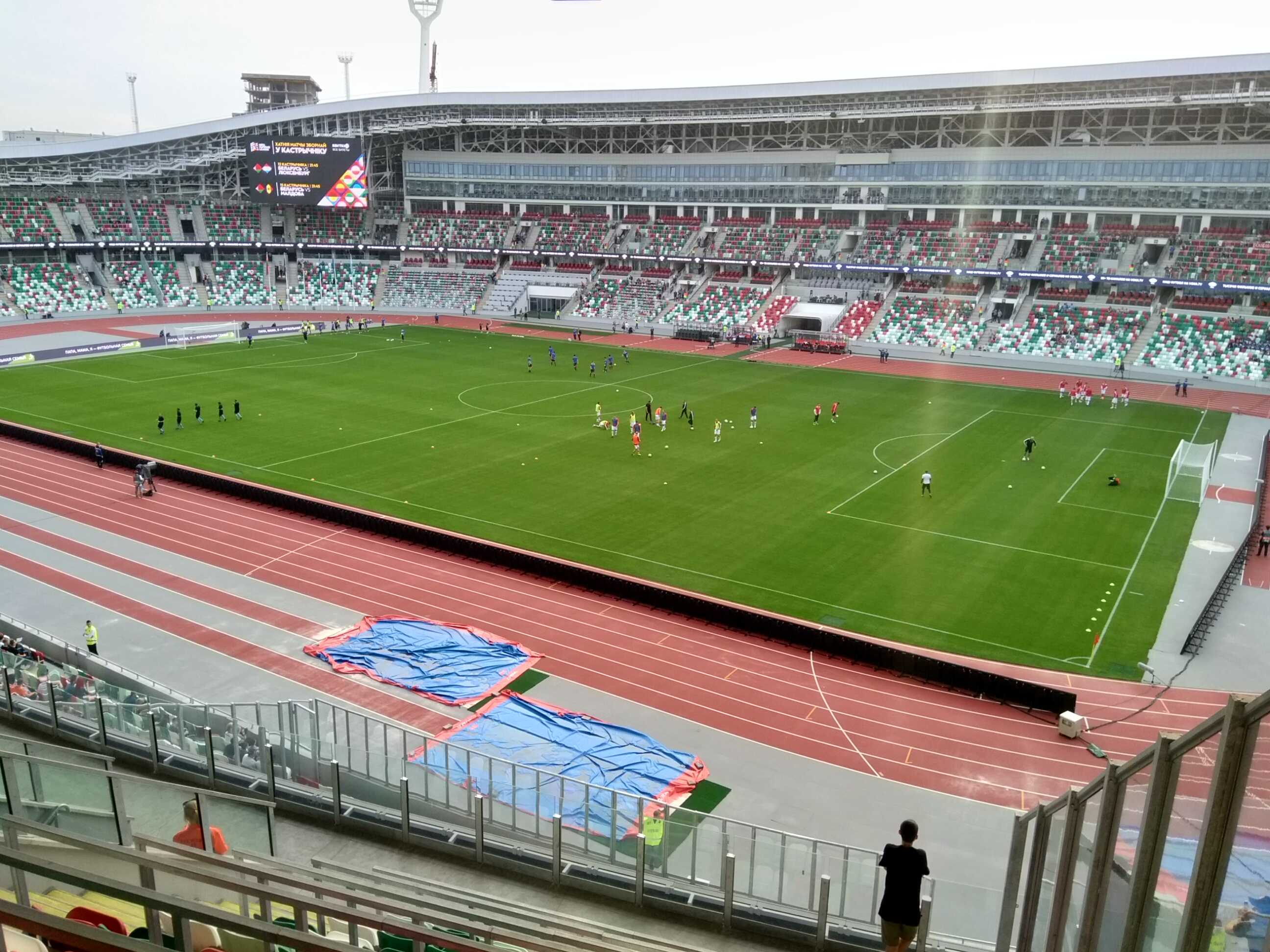